# 浄音
浄音（じょうおん、建仁元年（1201年）- 文永8年5月22日（1271年6月30日））は、鎌倉時代前期から中期にかけての浄土宗の僧。字は法興。浄土宗西谷流（西山浄土宗、浄土宗西山禅林寺派）の祖。

## 略歴
浄土宗西山派の祖、西山上人証空に浄土教、西山義を学んだ。仁和寺西谷に新光明寺（現在の京都市右京区鳴滝地区）を開き、その後永観堂禅林寺の住持に就任した。墓所は浄土宗西山禅林寺派専念寺（京都市右京区鳴滝本町）。